# 28656 Doreencurtin
28656 Doreencurtin este un asteroid din centura principală de asteroizi.

## Descriere
28656 Doreencurtin este un asteroid din centura principală de asteroizi. A fost descoperit pe 5 aprilie 2000 la Socorro, New Mexico, în cadrul proiectului LINEAR. Asteroidul prezintă o orbită caracterizată de o semiaxă mare de 2,35 ua, o excentricitate de 0,05 și o înclinație de 5,3° în raport cu ecliptica.